# Leucosolenia sagittaria
Leucosolenia sagittaria är en svampdjursart som först beskrevs av Ernst Haeckel 1872.  Leucosolenia sagittaria ingår i släktet Leucosolenia, och familjen Leucosolenidae. Arten är reproducerande i Sverige.